# Paul Depaepe
Paul Depaepe o De Paepe, (Anvers, 12 d'octubre de 1931) és un exciclista belga, que va ser professional del 1953 fins al 1965. Es va retirar després d'una greu lesió a l'esquena durant l'entrenament.
Com a amateur va prendre part en els Jocs Olímpics d'Estiu de 1952. Es va especialitzar en la pista, on va aconseguir quatre medalles als Campionats del món de Mig fons, una d'or i tres de plata. També va guanyar tres títols europeus de l'especialitat.

## Palmarès
- 1952
  - 1r a la Brussel·les-Opwijk
- 1953
  -  Campió de Bèlgica de persecució amateur
- 1954
  -  Campió de Bèlgica de persecució
- 1955
  -  Campió de Bèlgica de persecució
- 1957
  -  Campió del món de mig fons
  -  Campió de Bèlgica de mig fons
- 1959
  -  Campió de Bèlgica de mig fons
- 1961
  - Campió d'Europa de mig fons
  -  Campió de Bèlgica de mig fons
- 1962
  - Campió d'Europa de mig fons
- 1963
  - Campió d'Europa de mig fons